# Seznam dílů seriálu Tajemství Evermooru
Toto je seznam dílů seriálu Tajemství Evermooru.

## Přehled řad
| Řada | Díly | Premiéra v USA    | Premiéra v USA    | Premiéra v ČR   | Premiéra v ČR   |
| Řada | Díly | První díl         | Poslední díl      | První díl       | Poslední díl    |
| ---- | ---- | ----------------- | ----------------- | --------------- | --------------- |
| 0    | 4    | 10. října 2014    | 31. října 2014    | 27. dubna 2015  | 30. dubna 2015  |
| 1    | 20   | 9. listopadu 2015 | 28. března 2016   | 18. dubna 2016  | 19. května 2016 |
| 2    | 12   | 8. května 2017    | 24. července 2017 | 29. května 2017 | 13. června 2017 |

## Seznam dílů

### Epizody pilotního filmuTajemství Evermooru(2014)
| Č. v seriálu | Č. v řadě | Původní název          | Český název | Režie        | Scénář     | Premiéra v USA | Premiéra v ČR  | Prod. kód |
| ------------ | --------- | ---------------------- | ----------- | ------------ | ---------- | -------------- | -------------- | --------- |
| 1            | 1         | The Mysterious Village |             | Chris Cottam | Bede Blake | 10. října 2014 | 27. dubna 2015 | 101       |
| 2            | 2         | Fire In House          |             | Chris Cottam | Bede Blake | 17. října 2014 | 28. dubna 2015 | 102       |
| 3            | 3         | Magical Typewriter     |             | Chris Cottam | Bede Blake | 24. října 2014 | 29. dubna 2015 | 103       |
| 4            | 4         | Supreme Everine        |             | Chris Cottam | Bede Blake | 31. října 2014 | 30. dubna 2015 | 104       |

### První řada (2015–2016)
| Č. v seriálu | Č. v řadě | Původní název                       | Český název | Režie           | Scénář             | Premiéra v USA     | Premiéra v ČR   | Prod. kód |
| ------------ | --------- | ----------------------------------- | ----------- | --------------- | ------------------ | ------------------ | --------------- | --------- |
| 1            | 1         | Normal                              |             | Rebecca Rycroft | Bede Blake         | 9. listopadu 2015  | 18. dubna 2016  | 105       |
| 2            | 2         | Weaving Bad                         |             | Rebecca Rycroft | Bede Blake         | 10. listopadu 2015 | 19. dubna 2016  | 106       |
| 3            | 3         | Night of the Stench                 |             | Rebecca Rycroft | Bede Blake         | 16. listopadu 2015 | 20. dubna 2016  | 107       |
| 4            | 4         | Drifty                              |             | Rebecca Rycroft | Bede Blake         | 17. listopadu 2015 | 21. dubna 2016  | 108       |
| 5            | 5         | Tallulah Brinkworth Meets Her Match |             | Rebecca Rycroft | Bede Blake         | 23. listopadu 2015 | 22. dubna 2016  | 109       |
| 6            | 6         | Forevermoor                         |             | Jordan Hogg     | Bede Blake         | 24. listopadu 2015 | 25. dubna 2016  | 110       |
| 7            | 7         | Day of Hearts                       |             | Jordan Hogg     | Julie Bower        | 30. listopadu 2015 | 26. dubna 2016  | 111       |
| 8            | 8         | The Labours of Bella                |             | Jordan Hogg     | Neil Jones         | 1. prosince 2015   | 27. dubna 2016  | 112       |
| 9            | 9         | Spellbound                          |             | Jordan Hogg     | Sarah Courtauld    | 7. prosince 2015   | 28. dubna 2016  | 113       |
| 10           | 10        | Nothing Rhymes with Cameron         |             | Jordan Hogg     | Bede Blake         | 8. prosince 2015   | 29. dubna 2016  | 114       |
| 11           | 11        | Twist of Fate                       |             | Graeme Harper   | Sarah Courtauld    | 15. února 2016     | 8. května 2016  | 115       |
| 12           | 12        | A Fuffwah too Far                   |             | Graeme Harper   | Bede Blake         | 16. února 2016     | 9. května 2016  | 116       |
| 13           | 13        | Valentina                           |             | Graeme Harper   | Neil Jones         | 17. února 2016     | 10. května 2016 | 117       |
| 14           | 14        | Operation Lights Out                |             | Graeme Harper   | Sarah Courtauld    | 18. února 2016     | 11. května 2016 | 118       |
| 15           | 15        | Being Bella                         |             | Graeme Harper   | Bede Blake         | 22. února 2016     | 12. května 2016 | 119       |
| 16           | 16        | The Science of Seb                  |             | Steve Hughes    | Neil Jones         | 29. února 2016     | 13. května 2016 | 120       |
| 17           | 17        | The Rise of Hollowfall              |             | Steve Hughes    | Tim Compton        | 7. března 2016     | 16. května 2016 | 121       |
| 18           | 18        | New Flames                          |             | Steve Hughes    | Paul Gerstenberger | 14. března 2016    | 17. května 2016 | 122       |
| 19           | 19        | The Egg and the Snoot               |             | Steve Hughes    | Bede Blake         | 21. března 2016    | 18. května 2016 | 123       |
| 20           | 20        | Nevermoor                           |             | Steve Hughes    | Bede Blake         | 28. března 2016    | 19. května 2016 | 124       |

### Druhá řada (2017)
| Č. v seriálu | Č. v řadě | Původní název                   | Český název | Režie           | Scénář             | Premiéra v USA    | Premiéra v ČR   | Prod. kód |
| ------------ | --------- | ------------------------------- | ----------- | --------------- | ------------------ | ----------------- | --------------- | --------- |
| 21           | 1         | Splintered                      |             | Paul Cotter     | Bede Blake         | 8. května 2017    | 29. května 2017 | 201       |
| 22           | 2         | The Things They Say About Alice |             | Paul Cotter     | Neil Jones         | 15. května 2017   | 30. května 2017 | 202       |
| 23           | 3         | No Life Crisis                  |             | Paul Cotter     | Tim Compton        | 22. května 2017   | 31. května 2017 | 203       |
| 24           | 4         | Love (Really) Hurts             |             | Paul Cotter     | Bede Blake         | 29. května 2017   | 1. června 2017  | 204       |
| 25           | 5         | Rags To Riches                  |             | Sarah Walker    | Bede Blake         | 5. června 2017    | 2. června 2017  | 205       |
| 26           | 6         | Dogsbody                        |             | Sarah Walker    | Neil Jones         | 12. června 2017   | 5. června 2017  | 206       |
| 27           | 7         | El Monsignor's Last Stand       |             | Sarah Walker    | Sarah Courtauld    | 19. června 2017   | 6. června 2017  | 207       |
| 28           | 8         | The Itchies                     |             | Sarah Walker    | Paul Gerstenberger | 26. června 2017   | 7. června 2017  | 208       |
| 29           | 9         | Race to Stink Island            |             | Patrick Harkins | Paul Gerstenberger | 3. července 2017  | 8. června 2017  | 209       |
| 30           | 10        | Little White Big Fat Lie        |             | Patrick Harkins | Bede Blake         | 10. července 2017 | 9. června 2017  | 210       |
| 31           | 11        | Showtime!                       |             | Patrick Harkins | Sarah Courtauld    | 17. července 2017 | 12. června 2017 | 211       |
| 32           | 12        | Vampire Luau                    |             | Patrick Harkins | Bede Blake         | 24. července 2017 | 13. června 2017 | 212       |